# Scaphytopius nigrinotus
Scaphytopius nigrinotus är en insektsart som beskrevs av Caldwell 1952 . Scaphytopius nigrinotus ingår i släktet Scaphytopius och familjen dvärgstritar. Inga underarter finns listade i Catalogue of Life.